# Chiesa dei Santi Pietro e Paolo (Comano Terme)
La chiesa dei Santi Pietro e Paolo è la parrocchiale a Cares, frazione di Comano Terme in provincia autonoma di Trento. Fa parte della zona pastorale delle Giudicarie dell'arcidiocesi di Trento e risale al XV secolo.

## Storia
La prima fonte storica che cita il luogo di culto è del 1534 ed è relativa ad un accordo per la ricostruzione della precedente chiesa che si trovava probabilmente quasi stato di rovina. Scavi realizzati durante i lavori di restauro del 1978 hanno confermato che sul sito era presente un piccolo tempio di epoca pagana. La visita pastorale del 1537 di Bernardo Clesio registrò che la chiesa era presente. La solenne consacrazione della chiesa e del suo altare maggiore venne celebrata nel 1552. Visite successive richiesero interventi sulla struttura del tetto ed evidenziarino la necessità di adeguarne gli arredi interni.

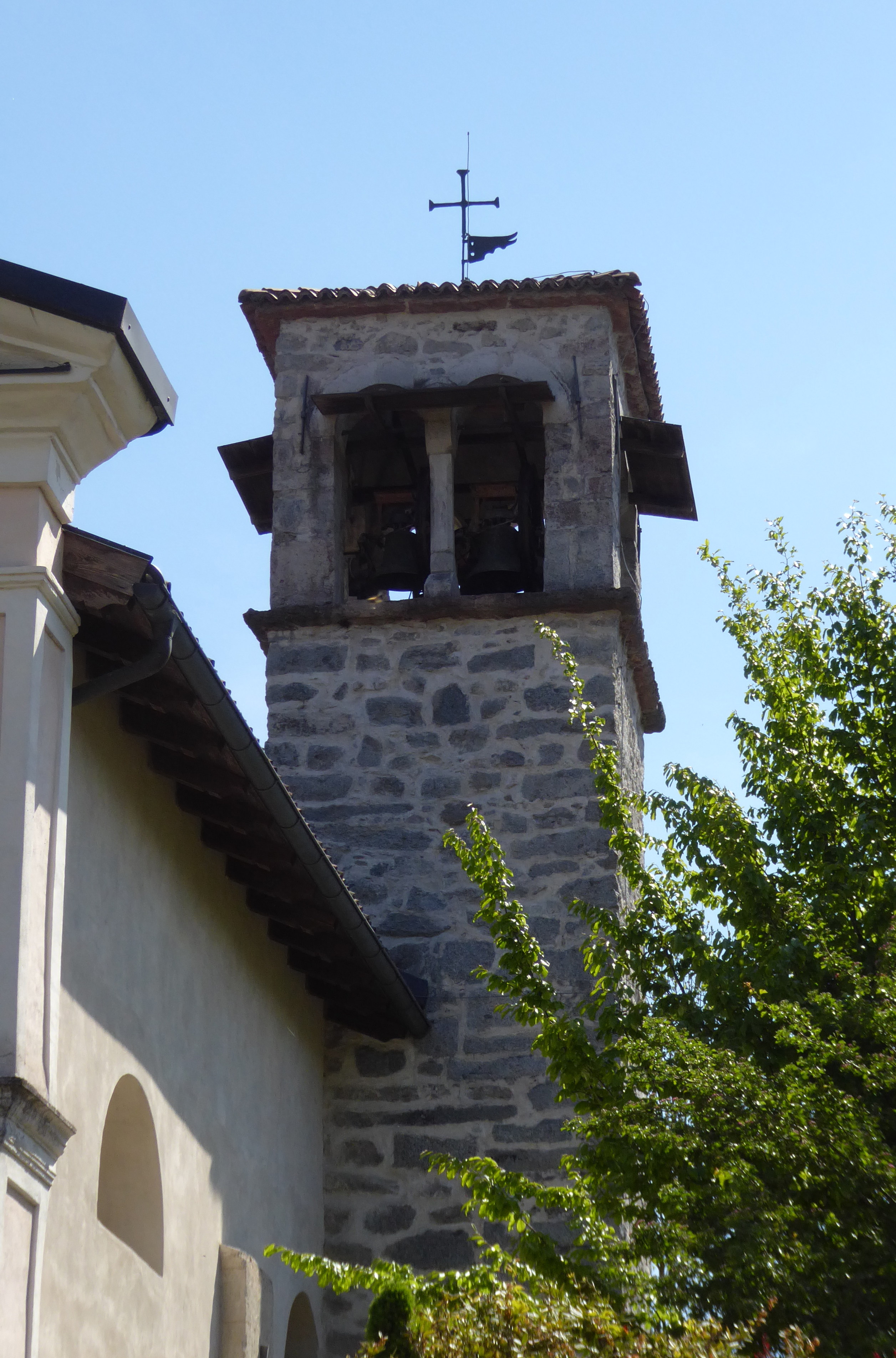
Torre campanaria in granito.

Nel 1885 fu benedetta la Via Crucis che ne decora gli interni. La chiesa venne elevata a dignità parrocchiale dal 1963.

## Descrizione

### Esterno
La parrocchiale con dedicazione ai Santi Pietro e Paolo si trova leggermente isolata rispetto al nucleo dell'abitato della frazione di Cares, nella sua periferia orientale, accanto al cimitero della comunità. La facciata a capanna in stile neoclassico è suddivisa in due ordini da una linea marcapiano. Nella parte inferiore si trova il portale architravato e con lunetta affrescata mentre in quella superiore si trova la finestra a semiluna che porta luce alla sala. Sotto il grande frontone triangolare è riportata la scritta che ricorda la sua dedicazione: AD HONOREM SS APOSTOLORUM PETRI ET PAULI.
La torre campanaria, con pietre di granito a vista, si trova in posizione arretrata sulla destra.  affiancata dal campanile in granito; a lato si trova il cimitero.

### Interno
La navata interna è unica, divisa in due campate. La parte del presbierio, leggermente rialzata, è quella più antica della struttura.